# 2000トンの雨/フェニックス
『2000トンの雨 ⁄ フェニックス』（2000トンのあめ / フェニックス）は、2003年6月11日に発売された山下達郎通算38作目のシングル。

## 解説
「2000トンの雨」は、もとは1978年のアルバム『GO AHEAD!』収録曲。2003年に松竹映画『恋愛寫眞 Collage of Our life』の主題歌に使用されるのに併せ、ヴォーカルの再録音と、ピアノのオーバー・ダビングが行なわれ“2003 New Vocal Remix”としてシングル・リリース。後にアルバム『SONORITE』とオールタイム・ベスト『OPUS 〜ALL TIME BEST 1975-2012〜』に、それぞれ収録された。もともとは文化放送電話リクエスト番組『電リク75』のテーマを作った時、エンディング・テーマ用に5分程のインストゥルメンタル・パートのコード進行に歌が付けられた曲。リズム録りは「PAPER DOLL」と同じ日に行われ、この2曲でシングルを出そうとしたところ、「売れない」と編成会議で落とされた過去がある。「2000トンの雨」は山下にとってトラウマの曲で当時、レコード会社のディレクターが韓国に出張させられてその場におらず、アルバムのプレイバックをエンジニアと二人で聴いていて、アルバムのラストのこの曲を聴きながら、これで多分もう二度とアルバムを作ることはないなと思っていたと、後に答えている。「Movie End Title」は映画で使用された、冒頭とアウトロに山下の一人多重録音によるコーラスが挿入されているバージョン。
「フェニックス」はNHK総合テレビ『地球だい好き 環境新時代』のテーマソングとして書き下ろされた。環境問題がテーマの番組で、オンエアでも長く流れるのでポジティブな歌にしようとしたという。アルバム『SONORITE』に、“2005 REMIX”で収録された。「TV Opening」は番組のオープニング用に作られた前半部分がインストで後半からサビにつながるバージョン。2021年、1月よりスタートしたNHKによるSDGsキャンペーン「未来へ 17アクション」のテーマソングとして、アカペラ・ヴァージョンが使用された。山下は「2003年にNHKの環境情報番組『地球だい好き 環境新時代』のために私が書き下ろしたテーマソング『フェニックス』が、NHK・SDGsキャンペーンのテーマソングとして、しかも今回はアカペラ・ヴァージョンで、文字通りよみがえりました。うれしいです。SDGs。どんな理想も、まずは目標の設定なしには始まりません。絶え間ない努力を」と語っている。「フェニックス [2021 Version]」は、2022年リリースのアルバム『SOFTLY』に収録された。

## 収録曲
| 全作詞・作曲: 山下達郎。 | |          |            |      |
| #                        | タイトル                                                                                            | 作詞     | 作曲・編曲 | 時間 |
| 1.                       | 「2000トンの雨 (2000t of Rain) (2003 New Vocal Remix)」(映画「恋愛寫眞 Collage of Our life」主題歌) | 山下達郎 | 山下達郎   | 3:08 |
| 2.                       | 「フェニックス」(NHK総合テレビ「地球だい好き 環境新時代」テーマソング)                              | 山下達郎 | 山下達郎   | 5:02 |
| 3.                       | 「2000トンの雨 (Movie End Title)」                                                                  | 山下達郎 | 山下達郎   | 4:29 |
| 4.                       | 「フェニックス (TV Opening)」                                                                       | 山下達郎 | 山下達郎   | 1:49 |
| 5.                       | 「2000トンの雨 (Original Karaoke)」                                                                 | 山下達郎 | 山下達郎   | 3:08 |
| 6.                       | 「フェニックス (Original Karaoke)」                                                                 | 山下達郎 | 山下達郎   | 4:59 |

## クレジット

### 2000トンの雨 (2000t of Rain) (2003 New Vocal Remix)
| Words & Music by 山下達郎    |
|                              |
| ©1978 FUJIPACIFIC MUSIC INC. |
| ℗BMG FUNHOUSE, INC.          |
|                              |

| 山下達郎   | : | - Lead Vocal, Electric Guitar, Keyboards, - Percussion & Background Vocals |
| 上原裕     | : | Drums                                                                      |
| 田中章弘   | : | Bass                                                                       |
| 坂本龍一   | : | Acoustic Piano                                                             |
| 難波弘之   | : | Additional Acoustic Piano                                                  |
| 岡崎資夫   | : | Alto Sax Solo                                                              |
| 小杉理宇造 | : | Percussion                                                                 |
| 吉田美奈子 | : | Background Vocals                                                          |
|            |   |                                                                            |
| 多忠明     | : | Strings Concert Master                                                     |

### フェニックス
| Words & Music by 山下達郎   |
|                             |
| ©2003 Smile Publishers Inc. |
|                             |

| 山下達郎 | : | - Lead Vocal, Electric Guitar, Acoustic Guitar, - Keyboards, Percussion & Background Vocals |
| 青山純   | : | Drums                                                                                       |
| 伊藤広規 | : | Electric Bass                                                                               |
| 難波弘之 | : | Acoustic Piano                                                                              |
| 橋本茂昭 | : | Computer & Synthesizer Operation                                                            |

## リリース日一覧
| 地域 | タイトル                                           | リリース日    | レーベル                  | 規格           | 品番       | 備考 |
| ---- | -------------------------------------------------- | ------------- | ------------------------- | -------------- | ---------- | ---- |
| 日本 | 2000トンの雨 (2003 NEW VOCAL REMIX) ⁄ フェニックス | 2003年6月11日 | MOON / WARNER MUSIC JAPAN | 12cmCDシングル | WPCL-70003 |      |

## 収録アルバム
| # | タイトル                         | リリース日     | レーベル                  | 規格 | 品番                           | 備考                                                                                     |
| - | -------------------------------- | -------------- | ------------------------- | ---- | ------------------------------ | ---------------------------------------------------------------------------------------- |
| 1 | GO AHEAD!                        | 1978年12月20日 | RCA ⁄ RVC                 | LP   | RVL-8037                       | 「2000トンの雨 (2000t OF RAIN)」を収録。                                                 |
| 1 | GO AHEAD!                        | 1978年12月20日 | RCA ⁄ RVC                 | CT   | RCJ-1602                       | カセット同時発売、アナログLPと同内容。                                                   |
| 2 | SONORITE                         | 2005年9月14日  | MOON / WARNER MUSIC JAPAN | CD   | WPCL-10228                     | 「2000トンの雨 (2000t of Rain) (2003 New Vocal Remix)」「フェニックス」を収録。          |
| 3 | OPUS 〜ALL TIME BEST 1975-2012〜 | 2012年9月26日  | MOON / WARNER MUSIC JAPAN | 4CD  | WPCL-11201/4【初回限定盤】     | - オールタイム・ベスト - 「2000トンの雨 (2000t of Rain) (2003 New Vocal Remix)」を収録。 |
| 3 | OPUS 〜ALL TIME BEST 1975-2012〜 | 2012年9月26日  | MOON / WARNER MUSIC JAPAN | 3CD  | WPCL-11205/7【通常盤】         | - オールタイム・ベスト - 「2000トンの雨 (2000t of Rain) (2003 New Vocal Remix)」を収録。 |
| 4 | SOFTLY                           | 2022年6月22日  | MOON / WARNER MUSIC JAPAN | 2CD  | WPCL-13359/60【初回限定盤】    | 「フェニックス [2021 Version]」を収録。                                                  |
| 4 | SOFTLY                           | 2022年6月22日  | MOON / WARNER MUSIC JAPAN | CD   | WPCL-13361【通常盤】           | 「フェニックス [2021 Version]」を収録。                                                  |
| 4 | SOFTLY                           | 2022年6月22日  | MOON / WARNER MUSIC JAPAN | 2LP  | WPJL-10155/6【完全限定生産盤】 | 「フェニックス [2021 Version]」を収録。                                                  |
| 4 | SOFTLY                           | 2022年6月22日  | MOON / WARNER MUSIC JAPAN | CT   | WPTL-10004【完全生産限定】     | 「フェニックス [2021 Version]」を収録。                                                  |

#### 書籍
1. ↑  新星堂フリーペーパー「山下達郎別冊pause05」2005年9月13日発行

#### その他
1. 1 2 3 4 5 6 7  “山下達郎/2000トンの雨 / フェニックス” (日本語). TOWER RECORDS ONLINE.  タワーレコード株式会社. 2019年7月7日閲覧。
2. ↑  “山下達郎「フェニックス」がアカペラバージョンでよみがえる、SDGsキャンペーンのテーマ曲に”. ナタリー.   株式会社ナターシャ (2021年2月4日). 2021年5月11日閲覧。
3. 1 2  “山下達郎が11年ぶりオリジナルアルバム発売「音楽シーンの中で私に出来ることを再確認」”. ナタリー.   株式会社ナターシャ (2022年4月1日). 2022年4月2日閲覧。